# Lineage II
Lineage II: The Chaotic Chronicle (Coreà:리니지 2) és un joc multijugador massiu i ambientació fantàstica per ordinador.
Lineage II inclou un avançat sistema de gràfics en 3D superior al del seu predecessor i utilitza el motor per a jocs Unreal Engine 2.0 desenvolupat per Epic Games.

## Descripció general
Els jugadors creen un personatge que serà el seu avatar en un món virtual d'estil medieval. Els Humans, Elfs foscs i els Kamael comencen en el regne d'Aden, mentre els Nans i els Orcs comencen en el regne d'Elmore (Elmore era un continent totalment diferent fins que versions recents del joc han fet que Elmore estiga quasi unit a Aden). Els jugadors poden escollir entre guerrers o mags al començament, excepte els nans i els kamael que solament poden ser guerrers, encara que els kamael usen una gran quantitat de màgia fosca. Aquesta elecció actua com un arquetip per a les professions futures. Cada raça té els seus propis tipus de classes, a pesar que els humans, elfs blancs i elfs foscs tenen professions similars a les seves contraparts en les altres 3 races.